# Свенцицкий, Вацлав
Вацлав Свенцицкий (пол. Wacław Święcicki; 26 сентября 1848, Варшава — 26 октября 1900, там же) — российский революционный деятель, поэт, автор текста «Варшавянки».

## Биография

### Семья
Родился в семье аптекаря Иполита Свенцицкого и его жены Юлии.

### Образование
С 1867 года учился в Варшавской главной школе, а в 1872—1875 годах — в Петербургском технологическом институте. Был исключён из него за участие в уличных демонстрациях.

### Революционная деятельность
В 1876 году он вернулся в Варшаву и начал работать на Варшавско-Венской железной дороге, занимаясь организацией первых революционных кружков.
В конце 1877 года участвовал в «социалистической агитации». Год спустя был арестован вместе с группой товарищей и помещён вместе с ними в Варшавскую Цитадель.
14 апреля 1880 года был приговорен судом к ссылке в Сибирь, из которой вернулся в 1883 году.

## Кончина
Скончался в результате тяжёлой болезни. Похоронен на кладбище Старые Повонзки.